# Einstein-kereszt
Az Einstein-kereszt gravitációs lencsehatást mutató kvazár (jelölése Q2237+030 vagy QSO 2237+0305). A Föld és a kvazár között helyezkedik el a ZW 2237+030 jelű galaxis, amit Huchra lencsének is neveznek. Látszólag négy kvazár helyezkedik el a galaxis körül, azért, mert a galaxis a mögötte levő egyetlen kvazár képét egy gravitációs lencsehatás révén megnégyszerezi.
A (látszólagos) „négy”  kvazár 8 milliárd fényévre van tőlünk ( z = 1,695 ), míg az előtér galaxis távolsága 400 millió fényév.
A lencséző galaxis mérete 0,87 x 0,34 ívperc.
A „négy” kvazárt A-tól D-ig szokás betűzni. Például az első jele: QSO 2237+0305 A.

## Lásd még
- Einstein-gyűrű
- Gravitációs lencse
- Kvazár